# Henry Miller
Henry Valentine Miller (New York, 26 dicembre 1891 – Los Angeles, 7 giugno 1980) è stato uno scrittore, pittore, saggista e reporter di viaggio statunitense.
La sua opera si segnalò per il tentativo di rottura con le forme letterarie del suo tempo, attraverso la personalissima ricerca d'una tipologia inedita di romanzo costruito su un intreccio sperimentale di narrativa memorialistica, romanzo tradizionale, diaristica d'impostazione filosofica e saggistica d'analisi e critica sociale, il tutto articolato con un ampio utilizzo di tecniche letterarie d'avanguardia quali il flusso di coscienza e la scrittura automatica di matrice surrealista (cosa che, in effetti, fungerà d'apripista all'opera della Beat Generation). Le principali opere che seguono questa corrente sono: Tropic of Cancer (Tropico del Cancro), Black Spring (Primavera nera) e Tropic of Capricorn (Tropico del Capricorno).
Miller scrisse anche memorie di viaggio, saggi di critica letteraria e di analisi e dipinse acquerelli.

## Biografia
Miller nacque a Yorkville, un quartiere di Manhattan (New York), il 26 dicembre del 1891, figlio di Heinrich Miller e di Louise Marie Neiting, ambedue immigrati tedeschi. Da bambino vive al civico 622 di Driggs Avenue, nel quartiere di Williamsburg (a Brooklyn). Militante del Partito Socialista d'America (suo idolo del tempo, come da lui stesso affermato in un'occasione, era infatti lo scrittore ed intellettuale socialista afro-americano, riconosciuto come "il padre del radicalismo di Harlem", Hubert Harrison), frequenta per un solo semestre il City College di New York. Con i soldi che il padre ha risparmiato per mandarlo all'università, fugge con una donna divorziata di 37 anni. Nei successivi quattro anni vagabonda per gli Stati Uniti mantenendosi con lavori umili e precari.

Firma di Henry Miller

Nel 1914 torna a New York per aiutare il padre nella conduzione della sua sartoria. Nel 1917 convola a nozze, più per gioco che per altro, con Beatrice Sylaus Wickens, con la quale ha anche una bambina. A questo periodo risalgono i suoi primi tentativi letterari. Dal 1919 lavora per cinque anni presso la Western Union in qualità di vice direttore del personale e scrive Clipped Wing (1922), dodici ritratti di colleghi. Poi nel 1924 inventa i «Mezzotints», fogli letterari da distribuire a mano nei bar di Manhattan, coinvolgendo in questa attività anche la moglie.
Nel 1923 incontra la ballerina June Mansfield, che sposa l'anno successivo dopo aver ottenuto il divorzio da Beatrice. È June la prima a credere nel suo talento di scrittore, e nei sei anni successivi sarà lei a mantenere il marito, anche, quasi sicuramente, prostituendosi. In questi anni riesce a pubblicare, a proprie spese, una raccolta di 15 prose poetiche chiamata Mezzotints. Tra il 1928 ed il 1929 soggiorna brevemente a Parigi e dintorni, accompagnato da June. L'anno successivo si trasferisce definitivamente, senza la moglie al seguito, nella capitale francese e vi rimane fino allo scoppio della seconda guerra mondiale.
Nell'autunno del 1931 Miller trova occupazione nella redazione parigina del Chicago Tribune grazie all'amico Alfred Perlès, che vi lavora. Miller, che non può pubblicare personalmente articoli, ne pubblica alcuni sotto il nome dell'amico. Il periodo parigino è molto creativo per lo scrittore: viene fortemente influenzato dal surrealismo e stabilisce un'importante e influente rete di contatti con gli autori che ruotano attorno a Villa Seurat, proprietà dell'amico Michael Fraenkel, dove risiede; uno di questi autori è il giovane inglese Lawrence Durrell che diventa suo amico intimo e corrispondente per tutta la vita. In questo stesso periodo, Miller entra a far parte del salotto di Anaïs Nin.
Le opere che scrive contengono dettagliati racconti di esperienze sessuali, in particolare le prime prove quali Moloch (1927), Crazy Cock (1930), ed il più tardo e scandaloso Opus Pistorum (1941). Continua a scrivere racconti anche se vengono vietati negli Stati Uniti per oscenità. Tropico del Cancro (1933), Primavera nera (1936) e Tropico del Capricorno (1938) vengono introdotti clandestinamente negli Stati Uniti. Uno dei primi riconoscimenti di Henry Miller come grande autore moderno è stato da parte di George Orwell che, nel saggio Inside the Whale (Dentro la balena, 1940) scrive:
« La mia opinione è che sia il solo scrittore in prosa che abbia immaginazione e valore, apparso negli ultimi anni tra i popoli di lingua inglese. Anche se si potrebbe obiettare che la mia sia una valutazione eccessiva, bisognerebbe ammettere che Miller è uno scrittore fuori dell'ordinario, a cui val la pena di rivolgersi più a lungo che con un semplice sguardo; dopotutto essendo come scrittore completamente negativo, non costruttivo e amorale, una specie di semplice Jonah, uno che accetta passivamente il male, una sorta di Walt Whitman tra i cadaveri ».
Miller intreccia ben presto una relazione con Anaïs Nin, il cui La casa dell'incesto gli serve da base per una sceneggiatura (Scenario. A Film with Sound, 1937), rimasta irrealizzata. Dal rapporto con lei e con la moglie verranno successivamente pubblicati un libro (Henry and June, 1986) basato sui diari di Nin e una narrazione (The Devil at Large, 1993, di Erica Jong). 
Nel 1938 lancia una rivista con gli amici Lawrence Durrell e Alfred Perlès, chiamata The Booster, che però non ottiene riscontro di vendite.
Nel 1940 Miller rientra negli Stati Uniti dal soggiorno parigino e dal febbraio 1944 si stabilisce a Big Sur, in California, dove continua a scrivere opere che sfidano i valori culturali e morali americani. Tornerà però a ricordare gli anni parigini spesso, e a pubblicare scritti risalenti a quegli anni ma rimasti nei cassetti (come Quiet Days in Clichy, scritto nel 1939 e pubblicato nel 1956). Da un viaggio in Grecia, invece, riporterà gli appunti che diventeranno The Colossus of Maroussi (1941).
I libri Tropico del Cancro e Tropico del Capricorno furono pubblicati in inglese ma in Francia, da Obelisk Press e Olympia Press; e raggiunsero una certa notorietà tra i cittadini europei e tra le comunità americane espatriate. Introdotti di contrabbando negli Stati Uniti, hanno avuto notevole influenza sugli autori della Beat Generation, in particolare su Jack Kerouac, che adottò tecniche stilistiche e tematiche presenti nelle opere di Miller (il quale a sua volta scrisse la prefazione a The Subterraneans nel 1959).
La pubblicazione negli Stati Uniti, nel 1961, di Tropico del Cancro tira in causa le leggi degli Stati Uniti sulla pornografia. La Corte suprema degli Stati Uniti nella causa Grove Press, Inc. vs. Gerstein, citando Jacobellis vs. Ohio, dichiara il libro di Miller un'opera di letteratura: uno dei più importanti eventi nella storia della censura legata a quella che viene definita come Rivoluzione sessuale. Elmer Gerzt, l'avvocato che ha sostenuto con successo il primo caso per la pubblicazione del romanzo in Illinois, diventa amico intimo di Miller, e la loro corrispondenza verrà pubblicata in seguito. 
Il ritorno a casa non mette Miller di buonumore che anzi critica la società americana con The Air-conditioned Nightmare (1941). Nello stesso anno raccoglie i suoi articoli di critica letteraria in The Wisdom of the Heart.
Dopo la guerra scrive Time of the Assassins (pubblicato solo nel 1956), un libro su Arthur Rimbaud, riconosciuto come proprio maestro. Dopo molti libri in piccole case editrici e promozioni di amici artisti, e dopo Remember to Remember (1947), torna ai temi preferiti con Crocefissione in rosa (The Rosy Crucifixion, 1949-1960), una trilogia composta dai romanzi Sexus, Plexus e Nexus. Altri libri rilevanti, tra la memoria e il saggio, sono The Books of My Life (1951, sui suoi libri preferiti e di formazione), The Henry Miller Book of Friends (ritratti di amici) e A Devil in Paradise (tradotto come Paradiso perduto, 1960 e parte di Big Sur e le arance di Hieronymus Bosch). Nel 1955, intanto, l'amico Alfred Perlès ne scrive il ritratto in My Friend Henry Miller. Scopre che ha una figlia, Barbara, nata nel 1919 da Béatrice Wickens, con cui aveva avuto una relazione, e ha due nuovi figli, Valentine (nata nel 1945) e Tony (nato nel 1948) da Janina Lepska.
Ormai considerato una specie di icona in vita, nell'ultima parte della sua vita, rilascia alcune interviste. Dopo la morte nel 1980 sono pubblicate altre lettere (tra le altre, a due donne con cui ha avuto una relazione, Hiroko Tokuda e Brenda Venus, raccolte in Misteriosa cantabile e in Dear Dear Brenda, entrambi del 1986, quelle con Anaïs Nin, Storia di una passione del 1987, e con Lawrence Durrell, I fuorilegge della parola nel 1988). 
Miller è stato anche pittore di acquerelli e di questo suo lavoro ne scrisse. Fu amico intimo del pittore francese Grégoire Michonze. 
Prima della sua morte Miller recita nel film Reds di Warren Beatty, presentato al pubblico diciotto mesi dopo la sua morte.
Nel 1986 viene pubblicata la biografia non autorizzata di Jay Martin Always Merry and Bright, nel 1991 quella di Robert Ferguson Henry Miller. A Life. Quando Miller muore a Pacific Palisades, vicino a Los Angeles, dove ha vissuto gli ultimi anni in una casa difficile da raggiungere, trascinando un carrello per la spesa nonostante l'età avanzata e rifiutando l'automobile, viene cremato e le sue ceneri vengono sparse al vento. I documenti di Miller sono stati poi donati all'UCLA Young Research Library Department of Special Collections.

## Opere
I titoli sono in ordine di pubblicazione delle rispettive prime edizioni originali.

### Romanzi, opere narrative, prose poetiche
- Tropico del Cancro (Tropic of Cancer, 1934), trad. Luciano Bianciardi, prefazione di Mario Praz, Milano, Feltrinelli, 1964; poi in Opere, introduzione di Guido Almansi, Milano, Mondadori ("I Meridiani"), 1992 ISBN 88-04-35678-2
- Parigi-New York. Andata e ritorno (Aller Retour New York, 1934), trad. Francesco Pacifico, Roma, minimum fax, 2010
- Primavera nera (Black Spring, 1936), trad. Attilio Veraldi, Milano, Feltrinelli, 1968; Milano, Mondadori ("Oscar" n. 1328); poi in Opere, cit.
- Tropico del Capricorno (Tropic of Capricorn, 1939), trad. Luciano Bianciardi, premessa di Guido Piovene, Milano, Feltrinelli, 1967; Milano, Mondadori ("Oscar" n. 1313; poi in Opere, cit.
- Il colosso di Marussi (The Colossus of Maroussi, 1941), trad. Giorgio Monicelli, Milano, Mondadori ("Quaderni della Medusa" n. 26), 1948; trad. Franco Salvatorelli, Milano, Adelphi ("Biblioteca" n. 393), 2000
- Prime impressioni della Grecia - Titolo originale: First Impressions of Greece  Ibis Edizioni 2007 - A cura di Graziella Martina  (note preparatorie a Il colosso di Marussi) ISBN 978-88-7164-220-8
- L'incubo ad aria condizionata (The Air-Conditioned Nightmare, 1941), trad. Vincenzo Mantovani, Torino, Einaudi ("Struzzi" n. 188), 1972; Milano, Mondadori, ("Oscar" n. 1914), 2006
- Domenica dopo la guerra (Sunday After the War, 1944), trad. Giorgio Monicelli, Milano, Mondadori ("Medusa" n. 222), 1948
- Ricordati di ricordare (Remember to Remember, 1947), trad. Vincenzo Mantovani, Torino, Einaudi ("Struzzi" n. 189); Roma, minimum fax, 2013
- Il sorriso ai piedi della scala (The Smile at the Foot of the Ladder, 1948), trad. Valerio Riva, Milano, Feltrinelli, 1963 [racconto]
- Crocifissione in rosa (The Rosy Crucifixion, 1949-1960):
  - Sexus (Id., 1949), trad. Bruno Oddera, Milano, Longanesi, 1970 (La Gaja Scienza, vol. 317); Milano, Mondadori ("Oscar" n. 1225), 1978[6]
  - Plexus (Id., 1952), trad. Henry Furst, Milano, Longanesi, 1956; poi Milano, Mondadori ("Oscar" n. 1243), 1978; ("Oscar" n. 1922), 1986
  - Nexus (Id., 1960), trad. Adriana Pellegrini, Milano, Longanesi, 1961; poi con introduzione di Eraldo Affinati, Milano, Mondadori ("Oscar" n. 1258), 1979
- Quiet Days in Clichy, 1956 [novella erotica]
  - I giorni di Clichy, trad. Mario Cicognani e Bruno Oddera, Milano, Longanesi, 1965-1978 (La Gaja Scienza, vol. 357); poi col titolo Giorni tranquilli a Clichy, Introduzione di Franco Cordelli, Milano, Mondadori ("Oscar" n. 1253), 1990; Milano, ES, 1994-2010
  - Giorni tranquilli a Clichy, trad. Katia Bragnoli, fotografie di Brassaï, Collana Piccola Biblioteca n.722, Milano, Adelphi, 2018
- Paradiso perduto (A Devil in Paradise, 1956), trad. Vincenzo Mantovani, Torino, Einaudi ("Coralli" n. 121; "Nuovi coralli" n. 119), 1961; con introduzione di Pietro Citati, Milano, Mondadori ("Oscar narrativa" n. 368; "Oscar Classici" n. 89), 1985 [Il libro è in realtà una sezione di Big Sur]
- Big Sur e le arance di Hieronymus Bosch (Big Sur and the Oranges of Hieronymus Bosch, 1957), trad. Vincenzo Mantovani, Torino, Einaudi ("Gli struzzi" n. 190), 1968; Milano, Mondadori ("Oscar" n. 1733), 2000
- Il meglio di Henry Miller (The Henry Miller Reader, 1960), a cura di Lawrence Durrell, trad. Adriana Pellegrini, introduzione di Antoine Denat, Milano, Longanesi ("Il meglio" n. 21), 1961
- Rictus (Nights of Love and Laughter, 1955), trad. Adriana Pellegrini, introduzione di Kenneth Rexroth, Milano, Longanesi ("Gaja scienza" n. 140), 1960; Milano, Longanesi ("Libri pocket" n. 292), 1971; Milano, Rizzoli ("BUR" n. 274), 1982 [raccolta di 6 testi tratti da opere precedenti]
- Come il colibrì (Stands Still like the Humming-bird, 1962), trad. Luciano Bianciardi, Milano: Rizzoli, 1970
- Proprio pazza per Harry (Just Wild About Harry. A Melo in Seven Scenes, 1963), trad. Luciano Bianciardi, Torino: Einaudi, 1964 [dramma teatrale]
- Insomnia ovvero il demone dell'Amore (Insomnia or the Devil at Large, 1971), trad. Costanza Rodotà, Roma, Castelvecchi, 2006 [racconto lungo]
- Prime impressioni della Grecia (First Impressions of Greece, 1973), trad. Graziella Martina, Como, Ibis, 2007 [taccuino d'appunti sulla Grecia, da cui poi Il colosso di Marussi]
- Il libro degli amici (Henry Miller Book of Friends: A Tribute to Friends of Long Ago, 1975), trad. Adalberto Chiesa, Genova, Il Nuovo Melangolo, 1995
- Opus Pistorum (Id., 1941, ma pubblicato nel 1983), trad. Pier Francesco Paolini, postfazione di Fernanda Pivano, Milano, Feltrinelli, 1984 [racconti pornografici]
- Uccello pazzo (Crazy Cock, 1928-30 ma pubblicato nel 1991), trad. Vincenzo Mantovani, Milano, Mondadori ("Oscar Gabbiani" n. 32), 1992
- Moloch (Id., 1927 ma pubblicato nel 1992), trad. F. Orsini, postfazione di L. Trevisan, Milano, Mondadori ("Oscar Gabbiani" n. 56), 1993 [Si tratta del primo romanzo scritto da Miller]
- Natale a villa Seurat e altre prose (Mezzotints, 1924), trad. Alessandra Bruni, Pistoia, Via del Vento, 1999 [Il libro contiene 5 prose di 15 che compongono Mezzotints, prose composte a metà degli anni '20 a New York]
- Parigi 1928 (Nexus II, 1961 ma pubblicato nel 2012), trad. Simone Garzella, Firenze, Passigli, 2010

### Saggi, pamphlet, disegni
- Max e i fagociti bianchi (Max and the White Phagocytes, 1938), trad. Salvatore Rosati, Milano, Mondadori (Il pensiero critico n. 9), 1949; poi in Opere, cit.
- Lettere su Amleto (Hamlet, 1939 e 1941), trad. e scelta di Vincenzo Mantovani, in Opere, cit. [saggio epistolare]
- Il mondo del sesso (The World of Sex, 1940), trad. Valerio Riva, Milano, Mondadori ("Oscar" n. 1711), 1992 [saggio autobiografico e pornografico]
- Il giudizio del cuore (The Wisdom of the Heart, 1941), trad. Fiorelsa Iezzi, presentazione di Maurizio Borghi, Milano, Christian Marinotti, 2006
- L'angelo è la mia filigrana (The Angels Is My Watermark, 1942), trad. G. Ruffini, Milano, il Saggiatore, 1961
- L'oscenità è la legge della riflessione (Obscenity on the Law of Reflection, 1945), trad. Vanni Scheiwiller, Milano, All'insegna del pesce d'oro, 1962
- Il tempo degli assassini (The Time of the Assassins, 1946), trad. Giacomo Debenedetti, Milano, SugarCo, 1956; Milano, SE, 2013
- I libri nella mia vita (The Books in My Life, 1952), trad. Bruno Fonzi, Torino, Einaudi, 1976; Milano, Mondadori, 2007; a cura di R. Colajanni, Collana Biblioteca n.623, Milano, Adelphi, 2014.
- Dipingere è amare ancora (To Paint is to Love Again, 1960), trad. L. Livi, L. Livi, Milano: Feltrinelli 1963; trad. Francesco Martini, con uno scritto di Roberto Sanesi, Milano, Abscondita, 2003
- Arte e oltraggio (Art and Outrage, 1959, con Lawrence Durrell e Alfred Perlès), trad. Luciano Bianciardi, Milano, Feltrinelli, 1961
- Una tortura deliziosa. Pagine sull'arte dello scrivere (Henry Miller On Writing, 1964), a cura di Thomas H. Moore, trad. parziale di ?, Roma, minimum fax, 2007
- Il mondo di Lawrence: un tributo appassionato (The World of Lawrence, 1935 ma pubblicato nel 1979), trad. Antonella De Nicola, Roma, Fioriti, 2003

### Lettere
- Misteriosa cantabile. Lettere a Hoki Tokuda (1986), introduzione di Joyce Howard, trad. Francesco Saba Sardi, Milano, Bompiani, 1988
- Cara, cara Brenda. Lettere d'amore di Henry Miller a Brenda Venus (Dear dear Brenda, 1986), trad. Ettore Capriolo, introduzione di Alberto Moravia e prefazione di Lawrence Durrell, Milano: Feltrinelli, 1986
- I fuorilegge della parola. Lettere 1935-80 (The Durrell-Miller Letters, 1988, con Lawrence Durrell), trad. Martino e Alina Marazzi, prefazione di Benedetta Bini, Milano, Rosellina Archinto, 1991
- Lettere a Anaïs Nin, trad. Bruno Oddera, presentazione di Gunther Stuhlmann, Milano, Longanesi ("Olimpia" n. 26), 1971
- Storia di una passione. Lettere 1932-53 (con Anaïs Nin, a cura di Gunther Stuhlmann), trad. Francesco Saba Sardi, Milano, Bompiani, 1989
- Conversazioni a Pacific Palisades con Christian de Bartillat (Flashback, 1990), trad. Dolores Musso, Parma, Guanda, 1992
- Se scopro un bel libro devo condividerlo con il mondo intero, estratti del carteggio con Blaise Cendrars 1934-1959, trad. di Federica Cremaschi, con una nota di Jonny Costantino, Brescia, Lamantica Edizioni, 2016

### Opere inedite in Italia
La lista seguente è da prendere con beneficio del dubbio.
- Why Abstract? with Hilaire Hiler and William Saroyan, New York, New Directions, 1945.
- My Life and Times, New York, Playboy Press, 1971.
- The Nightmare Notebook, New York, New Directions, 1975. Notes and drawings.
- Sextet, Santa Barbara, CA, Capra Press, 1977 (ISBN 0-88496-119-2); New York, New Directions, 2010 (ISBN 978-0-8112-1800-9)
- My Bike and Other Friends, Volume II, Book of Friends, Santa Barbara, CA, Capra Press, 1978. ISBN 0-88496-075-7
- Joey: A Loving Portrait of Alfred Perlès Together With Some Bizarre Episodes Relating to the Opposite Sex, Volume III, Book of Friends, Santa Barbara, CA, Capra Press, 1979. ISBN 0-88496-136-2